# Acros 580
Acros 580 (Акрос 580) — российский зерноуборочный комбайн серии «Acros». Разработан и создан группой компаний Ростсельмаш в 2011 году. Предназначен для сезонной уборки зерновых, зернобобовых и эфиромасличных культур. Производится в Ростове-на-Дону.

## Испытание
Испытания комбайнов "ACROS 530" с двигателем ЯМЗ-236БК-3 250 л.с., "ACROS 580" с двигателем  Cummins 300 л.с. и "ACROS 590 Plus" с двигателем  Cummins 328 л.с. в хозяйствах Ленинградской области. Комбайны комплектуются однотипными жатками серии Power Stream шириной захвата 5,0; 6,0; 7,0 и 9,0 м, объем бункера составляет 9,0 м3. В этих условиях на различных культурах сравнивалась производительность комбайнов и наработка на отказ. 

## Участие в конкурсах
Acros 580 — победитель Всероссийских конкурсов «Лучшая сельскохозяйственная машина 2011 года» (номинация — «Лучшая новинка 2011 года»), «Лучшая сельскохозяйственная машина 2013 года» и «Лучшая сельскохозяйственная машина 2015 года» (номинации — «Лучший зерноуборочный комбайн»), инициированных департаментом научно-технологической политики и образования Минсельхоза России.